# Route nationale 7 (Grèce)
Pour les articles homonymes, voir Route nationale 7.
La route nationale 7 (en grec moderne : Εθνική Οδός 7, en abrégé EO7) est une route nationale dans la région du Péloponnèse au sud de la Grèce.

## Situation
La route EO7 relie les villes de Corinthe, Némée, Árgos, Trípoli, Megalopolis et Kalamáta.
La route EO7 a perdu son importance avec l'ouverture de l'autoroute A7 (Corinthe–Kalamáta).

## Tracé
| Km     | Agglomérations lieux | Carte interactive |
| ------ | -------------------- | ----------------- |
| 0 km   | Corinthe             |                   |
| 37 km  | Némée                |                   |
| 49 km  | Árgos                |                   |
| 79 km  | Trípoli              |                   |
| 111 km | Mégalopolis          |                   |
| 196 km | Kalamáta             |                   |